# Urtl (Gemeinde Guttaring)
Urtl ist eine Ortschaft in der Gemeinde Guttaring im Bezirk Sankt Veit an der Glan in Kärnten (Österreich). Die Ortschaft hat 34 Einwohner (Stand 1. Jänner 2024).

## Lage
Die Ortschaft liegt etwa 1 km nördlich des Ortszentrums des Gemeindehauptorts Guttaring, rechtsseitig am Silberbach, am Nordrand der Katastralgemeinde Guttaring. Zur Ortschaft, die sich um einen Anger erstreckt, gehören unter anderem die Höfe mit den Vulgonamen Specker (Nr. 2), Trattenschneider (Nr. 3), Trattenschuster (Nr. 4), Trattenwirt (Bartlwirt, Nr. 7) und Schmied (Nr. 10).
Hingegen nicht zur heutigen Ortschaft Urtl, sondern zur Ortschaft Urtlgraben zählen der ehemalige Hochofen Urtl und das denkmalgeschützte Verweserhaus, die sich unmittelbar nördlich der Ortschaft Urtl, doch schon auf dem Gebiet der Katastralgemeinden Verlosnitz bzw. Deinsberg befinden.

## Geschichte
1260 wird der Ort als Urteil genannt.
Auf dem Gebiet der Steuergemeinde Guttaring liegend, gehörte der Bereich der Urtl in der ersten Hälfte des 19. Jahrhunderts zum Steuerbezirk Guttaring und fiel bei Gründung der Ortsgemeinden 1850 an die Gemeinde Guttaring. Das Gebiet der heutigen Ortschaft wurde lange als Teil des Gemeindehauptorts Guttaring betrachtet und wird erst seit wenigen Jahrzehnten als eigene Ortschaft geführt.

## Bevölkerungsentwicklung
Für die Ortschaft ermittelte man folgende Einwohnerzahlen:
- 2001: 13 Gebäude (davon 13 mit Hauptwohnsitz) mit 16 Wohnungen; 50 Einwohner und 0 Nebenwohnsitzfälle; 16 Haushalte; 0 Arbeitsstätten, 8 land- und forstwirtschaftliche Betriebe[3]
- 2011: 13 Gebäude, 36 Einwohner, 13 Haushalte, 2 Arbeitsstätten[4]
- 2021: 13 Gebäude, 34 Einwohner, 12 Haushalte, 1 Arbeitsstätte[5]

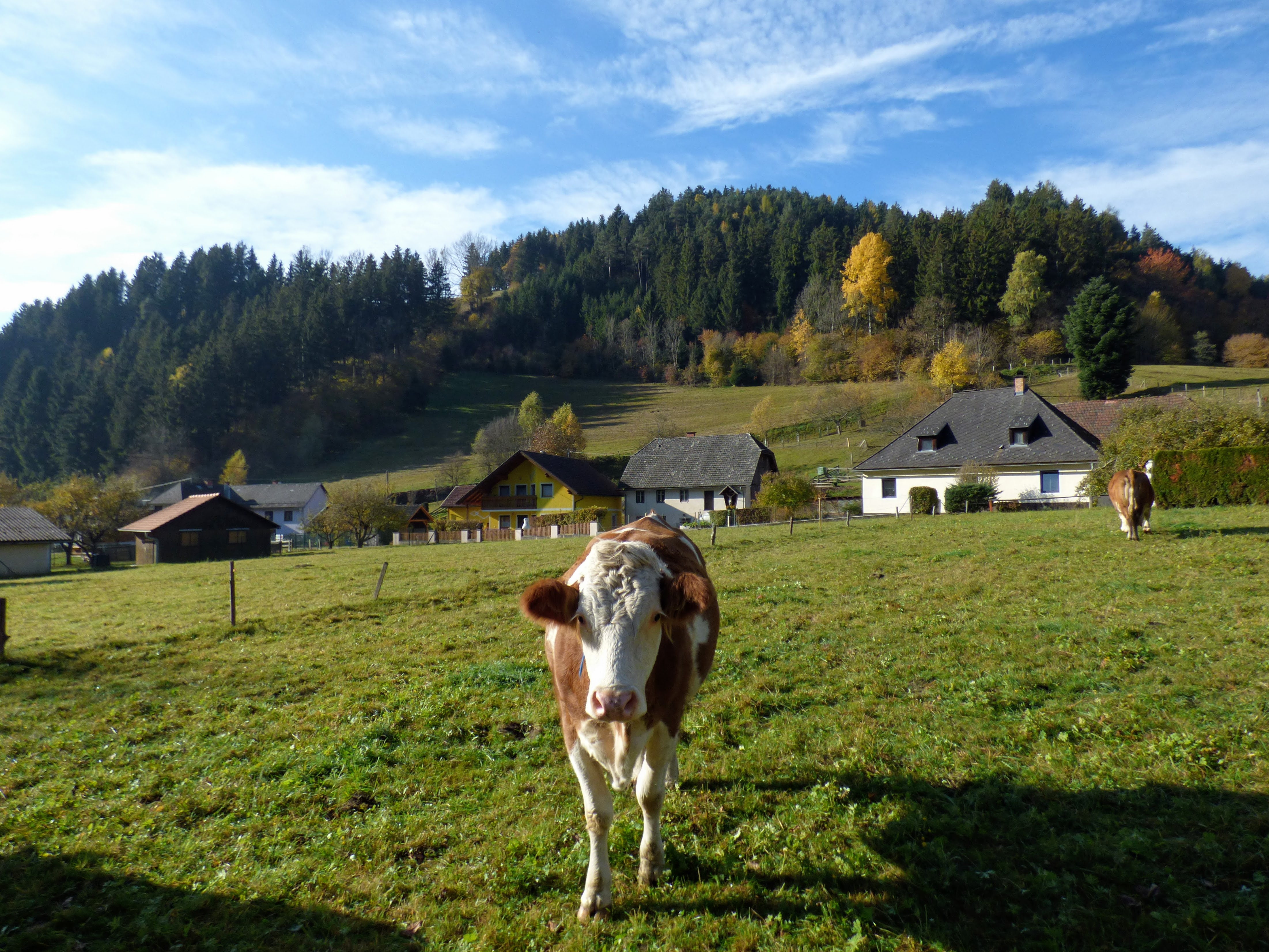
Anger
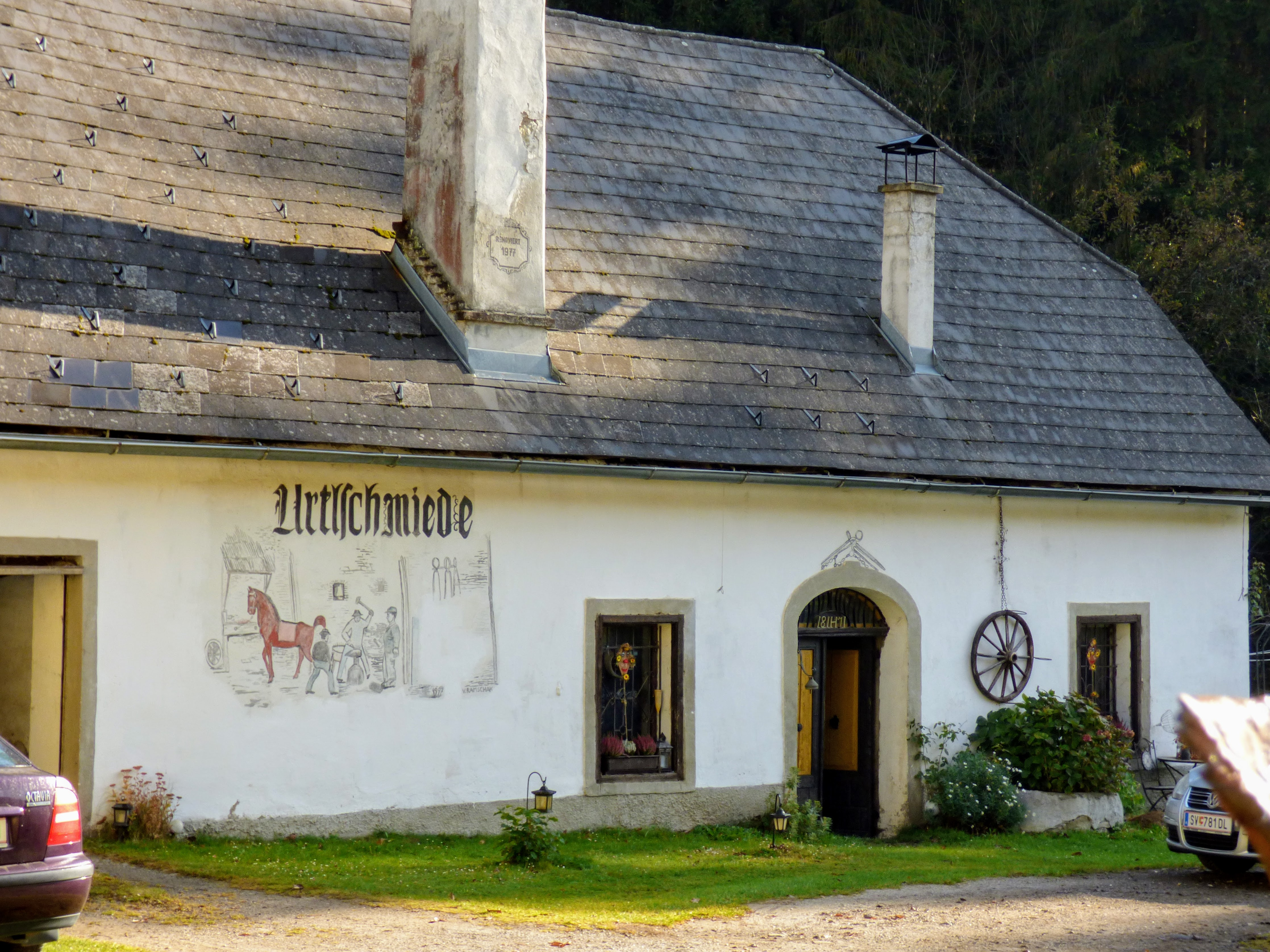
Schmiede
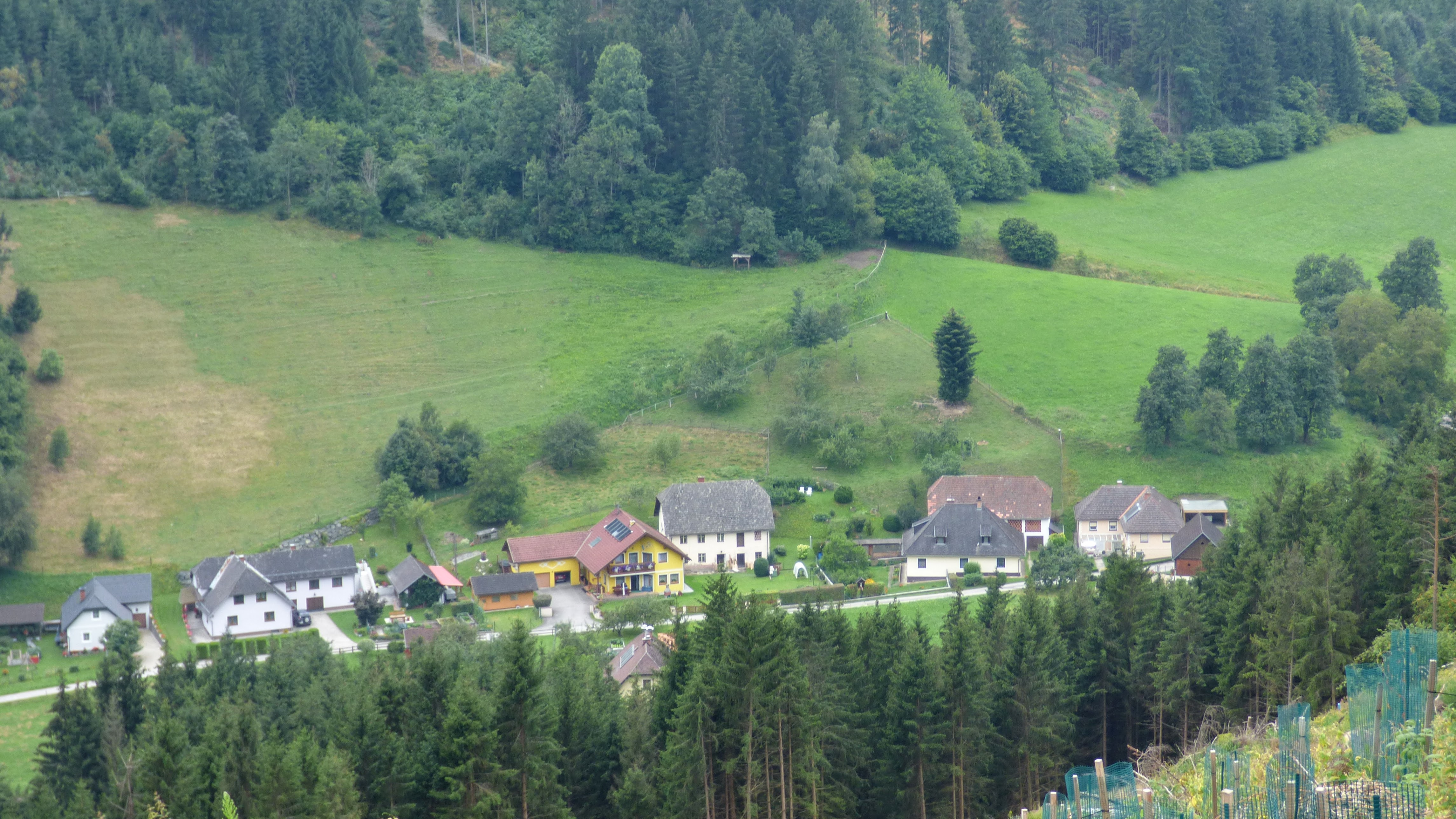
Häuser Nr. 1 bis 5